# Kontrakt (psykoterapi)
Kontrakt i psykoterapi, psykoanalys och kognitiv beteendeterapi (KBT) avser de överenskommelser terapeut och patient gör med varandra under bedömningssamtalen innan terapin påbörjas. Delkomponenterna i detta kontrakt kallas ramar, villkor eller grundregler. Inom kognitiv beteendeterapi (KBT) kan man i detta sammanhang istället för ramar ibland tala om gränser eller behandlings-gränser. Kontraktet överenskommes oftast muntligt.
Psykoanalytikern Claes Davidson förtydligar det psykoterepeutiska kontraktets betydelse:
| ” | Det kontrakt (analytic pact) vi gör upp med vår patient måste vara heltäckande, entydigt, konsistent och konstant. Vi måste noga förvissa oss om att patienten är fullt införstådd med detsamma och oförbehållsamt gör det till sitt. Sen måste vi se till att själva hålla oss till det uppgjorda kontraktet och att konsekvent hålla våra patienter ansvariga inför det överenskomna. Det är nu en gång så att det är kontraktet som är grunden för hela det terapeutiska projektet. Det är utifrån kontraktet patienten avgör hur seriösa vi är. Och det är mot kontraktet vi kan avgöra huruvida vi och våra patienter är motiverade. Det som räknas är vår manifesterade vilja att hålla oss till ett entydigt, heltäckande, konsistent, konstant och adekvat kontrakt. | „ |